# Expedición a Sicilia
La expedición a Sicilia es la denominación con la que se conoce a una campaña o expedición militar de Atenas en la isla de Sicilia durante la guerra del Peloponeso, antes de la guerra de Decelia. Se extendió desde el año 415 a. C. al 413 a. C., y su episodio más importante fue el sitio de Siracusa. 
Después de un cierto éxito inicial, esta expedición se convirtió en un desastre absoluto para las fuerzas atenienses. Como irónicamente relata Tucídides en su Historia de la guerra del Peloponeso, los generales atenienses que condujeron la campaña tenían un conocimiento insuficiente de Sicilia o de su población y, por lo tanto, las fuerzas para su conquista eran inadecuadas.

## Solicitud de Segesta
La primera fase de la guerra del Peloponeso —la guerra arquidámica— terminó en el año 421 a. C. con la Paz de Nicias, en la que Atenas y Esparta acordaron una paz de 50 años. En el año 416 a. C., embajadores de la ciudad siciliana de Segesta (Egesta en griego) fueron enviados a Atenas para pedir ayuda en su guerra contra Selinunte y sugirieron también que podrían contener la expansión de Siracusa en Sicilia. Los segestanos ofrecieron sufragar los gastos de la expedición.
Atenas envió a Segesta delegados para comprobar el tesoro de la ciudad y además recibir 60 talentos como adelanto. Los delegados informaron favorablemente sobre la capacidad económica de Segesta. Los atenienses, y en especial su general Alcibíades, fueron atraídos por la riqueza de la isla en cereales y otros recursos. Ayudando a Segesta sentían que podían ganar una posición en Sicilia que les permitiría lanzarse a una eventual conquista. Mientras Pericles aún vivía, había aconsejado a Atenas no extender demasiado su imperio, pero este consejo ya había sido olvidado por todos.

## El debate
Nicias, Alcibíades y Lámaco fueron elegidos para dirigir la expedición, aunque Nicias no estaba interesado en ello. Cinco días después de ser elegidos hubo un debate en la Asamblea entre aquellos que estaban en contra de la expedición, dirigidos por Nicias, y los que la apoyaban, liderados por Alcibíades. Nicias argumentó que no deberían ser arrastrados a una guerra en la que no estaban implicados y que Atenas no debía sentirse tan segura a pesar del tratado de paz que él había establecido con Esparta solo unos pocos años antes.
Esparta aún era su enemiga y no podían permitirse malgastar tiempo y hombres luchando en una guerra lejana mientras sus enemigos estaban tan cerca. Nicias expresó que, incluso si conquistaran Sicilia, sería imposible de gobernar, además de que los aliados más débiles y más pobres de Atenas se rebelarían continuamente contra ella y estaban mucho más próximos. Los sicilianos, dijo, tendrían más temor de Atenas si esta no era puesta a prueba en la batalla, de la misma manera que Atenas había tenido miedo de Esparta antes de que pudieran derrotar a los espartanos en la guerra. Finalmente, esperó a que sus conciudadanos no fueran persuadidos por el joven y arrogante Alcibíades, de quien opinaba que solo buscaba su gloria personal.
Hubo otros discursos, sobre todo a favor de la expedición, antes de que Alcibíades respondiera a Nicias. Tras defender su juventud y arrogancia, afirmó que la situación era similar a la que se enfrentó Atenas en su guerra contra Persia, mientras que ellos tenían los enemigos cerca de casa. Su victoria sobre Persia condujo a la gloria ateniense y a la fundación de la Liga de Delos, y esta expedición les traería los mismos resultados. La expedición también contribuiría a mantener a Atenas activa en tiempo de paz, de modo que estarían preparados para los futuros ataques espartanos.
Nicias pronunció, entonces, un segundo discurso. Dijo que Atenas necesitaría una flota y un ejército mucho mayores para lograr su meta, mucho más que las 60 naves que Segesta había ofrecido equipar. Nicias esperaba que los atenienses tuvieran dudas sobre la viabilidad de la expedición, pero en vez de eso, se volvieron aún más entusiastas. Nicias sugirió renuente que precisarían al menos 100 trirremes y 5000 hoplitas, más millares de tropas ligeras y otros suministros.

## Destrucción de los hermas
Tras largos preparativos, la flota estuvo lista para zarpar. La noche antes de la partida, alguien destruyó muchos de los hermas —representación en piedra de marcas para señalar carreteras y fronteras y marcar los límites de las propiedades, con el busto del dios Hermes— colocados alrededor de la ciudad para la buena suerte. Esto fue considerado un mal presagio para la expedición. En la investigación que siguió, algunos enemigos políticos de Alcibíades afirmaron que este era el responsable, aunque no había prueba de ello. Alcibíades se ofreció voluntariamente para ser sometido a juicio en el que demostraría su inocencia, pero sus enemigos temieron que el ejército se pusiera de su lado, por lo que consiguieron aplazar el inicio del juicio hasta que el general llegara a Sicilia.

## Travesía del mar Jónico y reacción en Siracusa
En junio del año 415 a. C. la flota zarpó de El Pireo hacia Corcira, donde embarcó al resto de la fuerza y desde allí zarparon a Sicilia en 134 trirremes (100 de las cuales eran de Atenas), 130 transportes, 5100 hoplitas (2200 eran atenienses), 1300 arqueros, lanzadores de jabalina y honderos y 300 caballos. El ejército estaba formado por 27 000 hombres.
Las tropas desembarcaron en Regio, donde recibieron la desagradable noticia de que el tesoro de Segesta no era el declarado y que los delegados atenienses habían sido engañados en cuanto a la cuantía del tesoro de esa ciudad. Ante esto los atenienses decidieron atacar a Siracusa en lugar de a Selinunte.

Mapa de la guerra del Peloponeso.

En Siracusa no querían creer que esta expedición estuviese dirigida contra Sicilia. Mucha gente de Siracusa, la más rica y más poderosa ciudad de Sicilia, opinaron que los atenienses de hecho venían a atacarles bajo el engaño de ayudar a Segesta en una guerra de menor importancia. El general siracusano Hermócrates sugirió que pidieran ayuda a otras ciudades sicilianas y a Cartago, también deseó encontrarse con la flota ateniense en el mar Jónico antes de que llegaran. Otros argumentaron que Atenas no sería ninguna amenaza para Siracusa y hubo gente que no creyó que hubiera una flota en absoluto, porque Atenas no sería tan estúpida como para atacarles mientras aún estuviera en guerra con Esparta. Atenágoras acusó a Hermócrates y a otros de intentar inculcar miedo entre la población y de derrocar al gobierno.

## Desembarco ateniense en Sicilia
Al enterarse del engaño de Segesta, los atenienses deliberaron sobre el curso a seguir: Nicias sugirió hacer una demostración de fuerza y después volver a casa, mientras que Alcibíades dijo que debían fomentar revueltas contra Siracusa y después atacar a Siracusa y Selinunte. Lámaco propuso que debían atacar enseguida a Siracusa.
La flota prosiguió hasta Catania, y estando allí llegó un buque correo de Atenas a buscar al general Alcibíades para que compareciera ante un tribunal en Atenas acusado de haber profanado un templo ateniense. Alcibíades se embarcó de regreso, pero en el viaje huyó, refugiándose en Esparta. Políticamente, Alcibíades era más bienvenido en la oligárquica Esparta que en la democrática Atenas y pronto comenzó a ofrecer consejo a los espartanos sobre cómo la situación en Siracusa podría beneficiarles a costa de Atenas. En Atenas fue dictada una sentencia de muerte en ausencia, su culpabilidad estaba probada aparentemente.
En Catania, el ejército quedó dividido en dos grupos, uno al mando de Nicias y el otro al de Lámaco. Catania se encontraba a 45 km al norte de Siracusa. Los atenienses decidieron no atacar, por lo que los siracusanos resolvieron atacarlos por sorpresa. Cuando éstos se pusieron en movimiento, Nicias y Lámaco fueron informados y decidieron embarcar a sus hombres. En la noche entraron en el Gran Puerto y desembarcaron en las llanuras de Anapo al sur de la ciudad. Los siracusanos regresaron y se prepararon para atacarlos.

## Primera batalla de Siracusa
Al día siguiente ambos ejércitos se dispusieron a la batalla. Los atenienses formaron filas de ocho hombres en fondo con los argivos y los mantineos a la derecha, el resto de los aliados a la izquierda y los atenienses en el centro. Las filas de los siracusanos eran de dieciséis hombres en fondo y contaban con 1200 jinetes. Los ateniense aún no tenían caballería, aunque el número de sus tropas era casi igual. Los atenienses atacaron primero, creyendo ser un ejército más fuerte y más experimentado. Después de una inesperada y fuerte resistencia, los argivos empujaron el ala izquierda siracusana provocando la huida del resto. La caballería siracusana evitó que los atenienses los persiguieran, pero los siracusanos perdieron cerca de 260 hombres, y los atenienses, cerca de 50. Tiempo después comenzó el invierno y los atenienses prefirieron regresar a Catania.

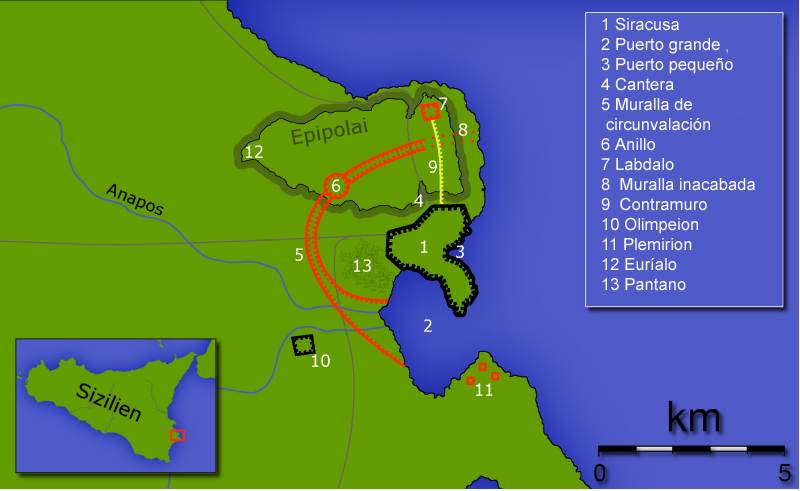
Posible trazado posible de las murallas de asedio. La información de Tucídides es inexacta, la situación exacta de las murallas no está clara.

## Del invierno de 415 a la primavera de 414a.C.
Los siracusanos reorganizaron su ejército y comenzaron a entrenar convenientemente a su infantería pesada. Además enviaron emisarios a Corinto y a Esparta pidiendo ayuda y emprendieron la tarea de amurallar el río Temerites para impedir que el enemigo construyera un muro de contravalación. Los atenienses solicitaron que para la primavera se les enviara una fuerza de caballería.
Atenas pidió socorro a los cartagineses y a los etruscos. Atenas y Siracusa intentaron conseguir apoyo de las ciudades griegas de Italia. En Corinto, representantes de Siracusa se reunieron con Alcibíades, quien estaba trabajando con Esparta. Alcibíades informó a Esparta que habría una invasión del Peloponeso si Sicilia era conquistada y que, por lo tanto, debían acudir en auxilio de Siracusa y también fortificar Decelia, cerca de Atenas. Esparta no deseaba inmiscuirse, por ahora, en el conflicto, por lo que solo se comprometió a enviar al general Gilipo para que tomara el mando del ejército siracusano.
En mayo de 414 a. C., los refuerzos que llegaron de Atenas consistían en 250 jinetes, 30 arqueros montados y 300 talentos de plata para contratar a 400 hombres más de caballería de sus aliados sicilianos; además decidieron empezar la campaña de verano.
Los siracusanos guarnecieron el Olimpeo y pusieron una fuerza de 600 guerreros escogidos al mando del general Diomilo para proteger los accesos del norte de la ciudad. La mañana en que este estaba revistando sus fuerzas, los atenienses atacaron: habían efectuado un movimiento nocturno con sus naves, desembarcando en León y tomando la puerta de Euríalo antes de que los siracusanos de Diomilo la pudieran proteger. Cuando llegó Diomilo, seguido por Hermócrates, se libró un combate en que los siracusanos fueron obligados a retroceder hacia el interior de la ciudad.
Ambos bandos empezaron entonces a construir una serie de muros. El ateniense de circunvalación, conocido como el «círculo», para aislar Siracusa del resto de la isla, mientras que los siracusanos levantaron varios contramuros desde la ciudad a varios de sus fuertes. Una fuerza de 300 atenienses destruyó parte del primer contramuro, pero los siracusanos edificaron otro, esta vez con una zanja, impidiendo a los atenienses que ampliaran su muro hasta el mar. Otros 300 atenienses atacaron este muro y lo tomaron, pero fueron eliminados por un contraataque de los siracusanos en el cual murió Lámaco, quedando solo Nicias de los tres comandantes originales. Los siracusanos destruyeron 300 metros del muro ateniense, pero no pudieron derruir el Círculo, que fue defendido por Nicias. Después de que Nicias rechazara el ataque, los atenienses finalmente ampliaron su muro hasta el mar, bloqueando totalmente Siracusa por tierra, y su flota entró en el Gran Puerto para bloquearlos desde el mar.
La situación de los siracusanos era tan desesperada, que pensaron iniciar negociaciones con Nicias y depusieron a Hermócrates y Sicano como generales, sustituyéndolos por Heráclides, Eucles y Telias.

## Intervención espartana
Poco después de lo anterior, el general espartano Gilipo arribó con sus refuerzos a Léucade, una isla del mar Jónico y continuó hacia Locri en Calabria. Allí se enteró de que Siracusa no estaba cercada por completo, por lo que presionó sobre Hímera en Sicilia, donde reclutó un ejército de más de 2000 hoplitas, otros guerreros medianamente armados y un centenar de jinetes. Gilipo avanzó hasta Siracusa tomando contacto con el ejército siracusano en Euríalo, que estaba desguarnecida. Inmediatamente comenzaron a construir otro contramuro en Epípolas. Aquí sucedieron dos combates: en el primero, los siracusanos fueron derrotados, pero en el segundo triunfaron, lo que le permitió a Gilipo terminar su muralla. La flota corintia también llegó al Gran Puerto, bajo el mando de Erasínides.
Nicias, agotado y enfermo, envió un patético informe a Atenas en el que explicaba que en lo terrestre, él era el cercado y no los siracusanos, que sus naves se estaban pudriendo y sus guerreros estaban muriendo en gran número. Que cada salida en búsqueda de combustible, forraje y agua significaba una batalla. Que su situación era insostenible. Atenas, pensando en su prestigio, mandó una nueva expedición de refuerzo a las órdenes de Eurimedonte y Demóstenes. Entretanto Esparta envió su ejército al mando de Agis al Ática.
Llegada la primavera, Gilipo lanzó su ofensiva contra los atenienses. Al inicio, los atenienses ganaron en el mar, pero en tierra perdieron su base naval y con ella el trigo y sus pertrechos navales.

## Llegada de refuerzos atenienses
En julio del año 413 a. C. llegaron por fin los refuerzos atenienses al mando de Demóstenes y Eurimedonte. Estos consistían en: 73 trirremes, 5000 hoplitas y 3000 arqueros, los que sumados a los honderos y lanzadores de jabalina, totalizaban 15 000 hombres.
Debido a la enfermedad de Nicias, la dirección del ejército atenienses la asumió Demóstenes. Demóstenes decidió actuar de inmediato, pero no pudo imponerse a los siracusanos, por lo que mandó levantar el cerco y regresar a Atenas. La partida se difirió casi un mes, pero cuando las naves estuvieron listas para zarpar, el 27 de agosto del 413 a. C., ocurrió un eclipse de Luna que los ateniense consideraron como un signo de desgracia, de manera que tanto las tropas como los marineros rehusaron a embarcarse, negativa que fue aprobada por Nicias, que era muy superticioso.
La llegada de Demóstenes no fue un gran alivio para los atenienses. Su campamento estaba ubicado cerca de un pantano y muchos de ellos habían caído enfermos, incluyendo Nicias. Viendo esto, Demóstenes pensó que debían regresar a Atenas y defender el Ática contra la invasión espartana que había tomado Decelia. Nicias, que se había opuesto a la expedición al principio, ahora no quería mostrar debilidad ante los siracusanos y espartanos, o a los atenienses de casa, quienes probablemente le someterían a juicio por fracasar en la conquista de la isla. Esperaba que los siracusanos se quedaran pronto sin dinero, y también había sido informado de que había facciones proatenienses en Siracusa que estaban preparadas para entregarle la ciudad. Demóstenes y Eurimedonte acordaron reticentes que Nicias podría tener razón, pero cuando llegaron los refuerzos del Peloponeso, Nicias estuvo de acuerdo en que debían partir.

## Segunda batalla de Siracusa
Cuando Gilipo supo la decisión de los atenienses, pensó aprovecharla atacando con sus naves las de los atenienses. En el combate murió el general Eurimedonte y la flota ateniense fue obligada a retroceder hacia el interior del Puerto Grande. Gilipo ordenó bloquear la entrada del Puerto Grande colocando una hilera de trirremes y naves mercantes, anclados y amarrados unos a otros.
Después del eclipse lunar, los atenienses decidieron que la única salida a tan desesperada situación era forzar la salida del puerto. Cargaron sus trirremes con el máximo de soldados que podían contener y se lanzaron contra la barrera de naves siracusanas que tapaban la entrada del puerto. Estaban dispuestos a morir en el intento y si se salvaban, dirigirse a Catania.
El 10 de septiembre del año 413 a. C. los atenienses zarparon en su desesperada acción y navegaron en línea recta hacia la salida del puerto. La batalla fue caótica por lo reducido del espacio y la cantidad de naves. La victoria siracusana fue aplastante y en la acción murió Eurimedonte.
Nicias y Demóstenes organizaron las tropas para dirigirse por tierra hacia Catania, pero Gilipo les cortó la retirada, por lo que ambos, después de encarnizados combates, tuvieron que rendirse.

## Balance

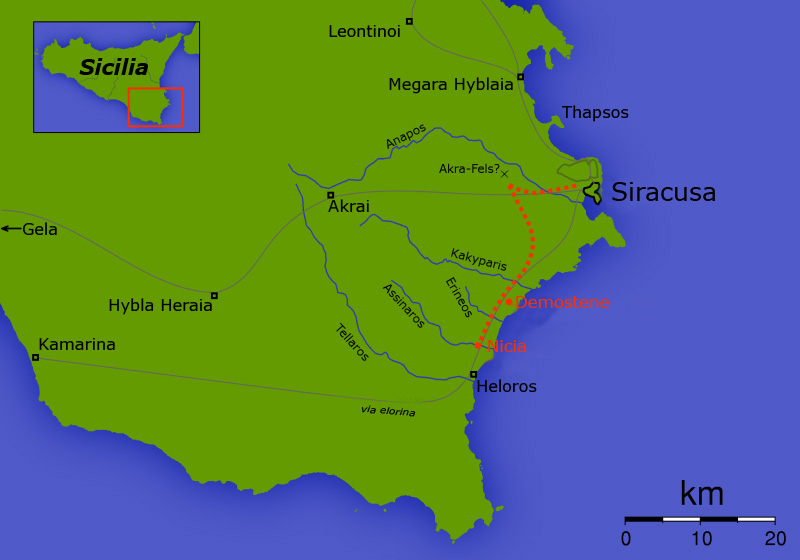
Fin de la expedición ateniense.

De manera somera, este fue el final de la empresa militar ateniense en tierras sicilianas. La suerte que corrieron los cuatro estrategos que comandaron las fuerzas expedicionarias fue la siguiente: Alcibíades se pasó al enemigo cuando los trirremes oficiales del Estado ateniense fueron a apresarle para enjuiciarle en Atenas. Lámaco murió en combate en el segundo año de la guerra (414 a. C.). En 413 a. C. Durante la desesperada retirada terrestre de los 40 000 soldados del ejército ateniense hacia la ciudad aliada de Catana, los efectivos se dividieron en dos columnas debido al hostigamiento de las tropas ligeras y de la caballería siracusanas. Demóstenes al mando de un contingente, fue rodeado, apresado, 20 000 de sus hombres murieron y unos 6000 se rindieron. La otra columna dirigida por Nicias, famélica y sedienta, logró llegar más lejos, hasta el río Asinaro. Allí fueron masacrados mientras bebían del río. Para poner fin a la carnicería Nicias se rindió. Tanto él como Demóstenes fueron ejecutados sin juicio previo. Cerca de 7000 prisioneros, condenados a trabajos forzados en las latomías (canteras) de Siracusa, hacinados, murieron a causa del hambre o de enfermedades apenas 70 días después. Se salvaron los que sabían recitar de memoria versos de Eurípides, los que fueron vendidos como esclavos, y algunos fugitivos de las dos divisiones de infantería consiguieron llegar a Catania.
Los recursos humanos, materiales y económicos destinados a la invasión de Sicilia fueron los siguientes:
- Al comienzo de la guerra del Peloponeso, Atenas contaba probablemente con 9000 hoplitas de todas las edades, unos 11 000 thetes y 3000 metecos. Aparte de la contribución de sus aliados, destinó a la operación militar al menos 3000 hoplitas y 9000 thetes, y un número indeterminado de metecos.
- La flota de la Confederación de Delos perdió 216 trirremes, de los cuales 160 eran atenienses. Unos 100 se salvaron, pero no todos en condiciones de navegar.
- El tesoro aliado que en 431 a. C. disponía de 6000 talentos, quedó reducido a menos de 500. Sin embargo los siracusanos obtuvieron un enorme botín, y destinaron una décima parte para la construcción de un tesoro en el santuario del templo de Apolo de Delfos.[20]

Así termina Tucídides su relato sobre esta expedición: «los atenienses fueron derrotados en todos los campos, sufrieron sobremanera; fueron vencidos en toda regla: su flota, su ejército, todo fue aniquilado, y muy pocos hombres lograron regresar a sus hogares».

## Reacción ateniense

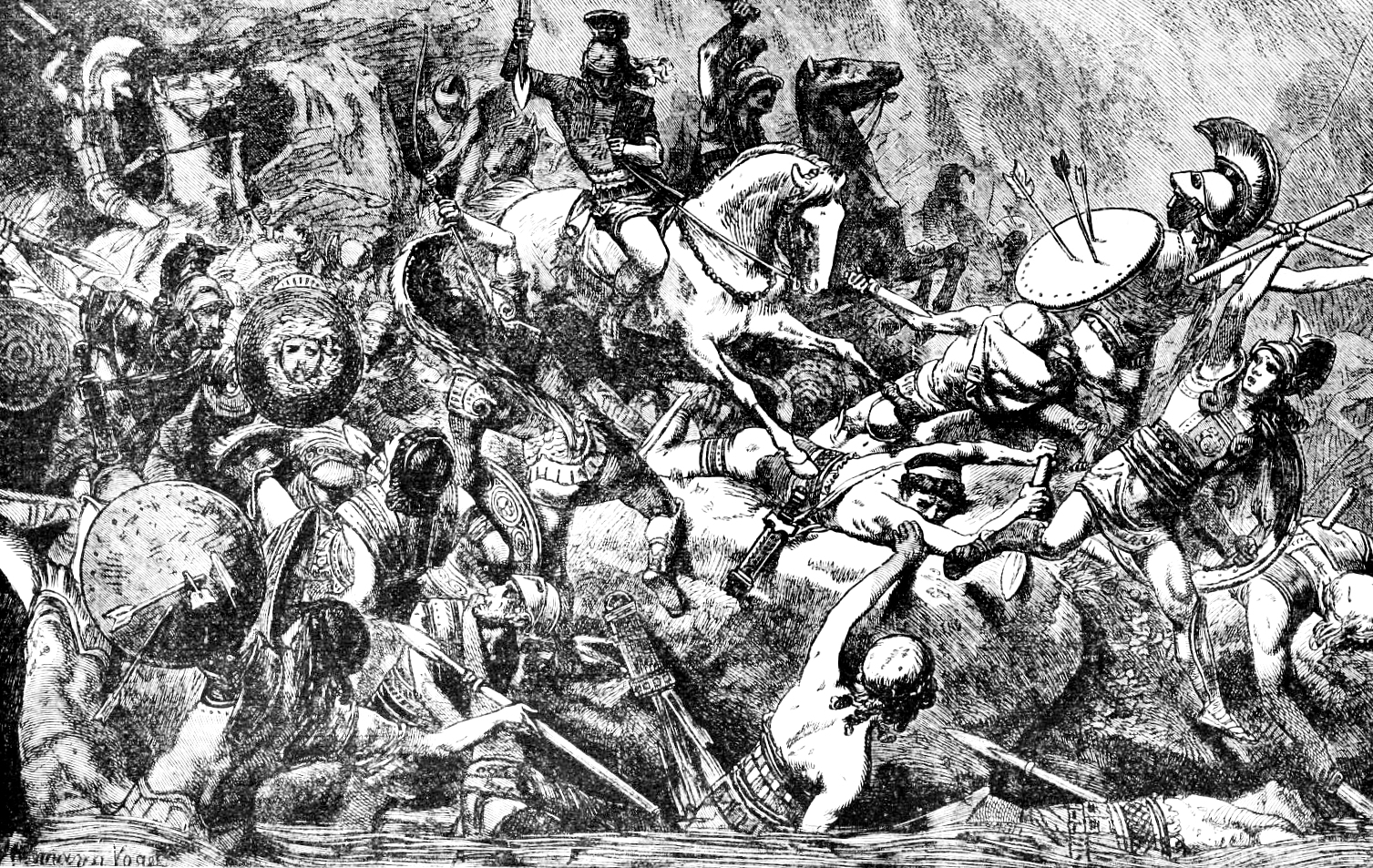
Destrucción del ejército ateniense en Sicilia.

En Atenas, los ciudadanos no creyeron, al principio, en la derrota. Cuando se dieron cuenta de la enormidad de lo que había ocurrido, les entró pánico, ya que el Ática estaba ahora expedita, teniendo en cuenta que los espartanos estaban muy cerca, en Decelia.
La derrota causó un cambio inmenso también en la política de muchos otros Estados. Estados que habían sido neutrales se unieron a Esparta, imaginando que la derrota de Atenas era inminente. Asimismo se rebelaron numerosos aliados atenienses de la liga de Delos, y aunque la ciudad comenzó inmediatamente a reconstruir su flota, había poco que pudiera hacer acerca de las revueltas. La expedición y el desastre consiguiente dejaron a Atenas tambaleándose.
Aproximadamente 9000 hoplitas habían fallecido, y aunque esto era un golpe, la auténtica preocupación era la pérdida de la enorme flota enviada a Sicilia. Los trirremes podían ser reemplazados, pero los 25 000 marineros experimentados caídos en Sicilia eran irreemplazables, y Atenas tuvo que depender de esclavos mal preparados para formar la columna vertebral de su nueva flota. Económicamente, Atenas quedaba endeudada, la expedición fue un desperdicio que costó alrededor de veinte millones de dracmas. La expedición fue un desastre para la democracia de la polis, diez mil de sus treinta a cuarenta mil ciudadanos murieron.
En 411 a. C. la democracia ateniense fue derrocada en favor de una oligarquía, y el Imperio aqueménida se unió a la guerra en el bando de los espartanos. Aunque las cosas parecían horrorosas para Atenas, fueron capaces de recuperarse en pocos años. La oligarquía fue pronto derrocada, y Atenas ganó la batalla de Cinosema. Sin embargo, la derrota de la expedición a Sicilia fue el principio del fin de Atenas. En el 404 a. C. fue vencida y ocupada por Esparta.